# 洛雷夫
洛雷夫，是匈牙利佩斯州所辖的一个村。总面积9.88平方公里，总人口312，人口密度31.6人/平方公里（2011年1月1日）。